# Небо боје ваниле
Небо боје ваниле (енгл. Vanilla Sky) је филм из 2001. у режији Камерона Кроуа. Главне улоге: Том Круз, Камерон Дијаз и Курт Расел.

## Улоге
| Глумац          | Улога                  |
| --------------- | ---------------------- |
| Том Круз        | Дејвин Ејмс            |
| Пенелопе Круз   | Софија Серано          |
| Камерон Дијаз   | Џулијана Џули Џијани   |
| Курт Расел      | др Кертис Макејб       |
| Џејсон Ли       | Брајан Шелби           |
| Ноа Тејлор      | Едмунд Вентура         |
| Тимоти Спал     | Томас Тип              |
| Тилда Свинтон   | Ребека Дирборн         |
| Мајкл Шанон     | Арон                   |
| Делејна Мичел   | Дејвидова асистенткиња |
| Шалом Харлоу    | Колин                  |
| Уна Харт        | Линет                  |
| Ивана Миличевић | Ема                    |
| Џони Галеки     | Питер Браун            |
| Џејми Виленс    | Џејми Берлинер         |

## Зарада
- Зарада у САД - 100.618.344 $
- Зарада у иностранству - 102.769.997 $
- Зарада у свету - 203.388.341 $